# كميل قرداحي
كميل قرداحي (11 سبتمبر 1919 - 11 مايو 2011) هو لاعب كرة قدم لبناني سابق كان يلعب في مركز المهاجم. هو أول من سجل هدف دولي للمنتخب اللبناني، الذي جاء في المباراة الودية ضد فلسطين الانتدابية عام 1940.

## مسيرته الكروية

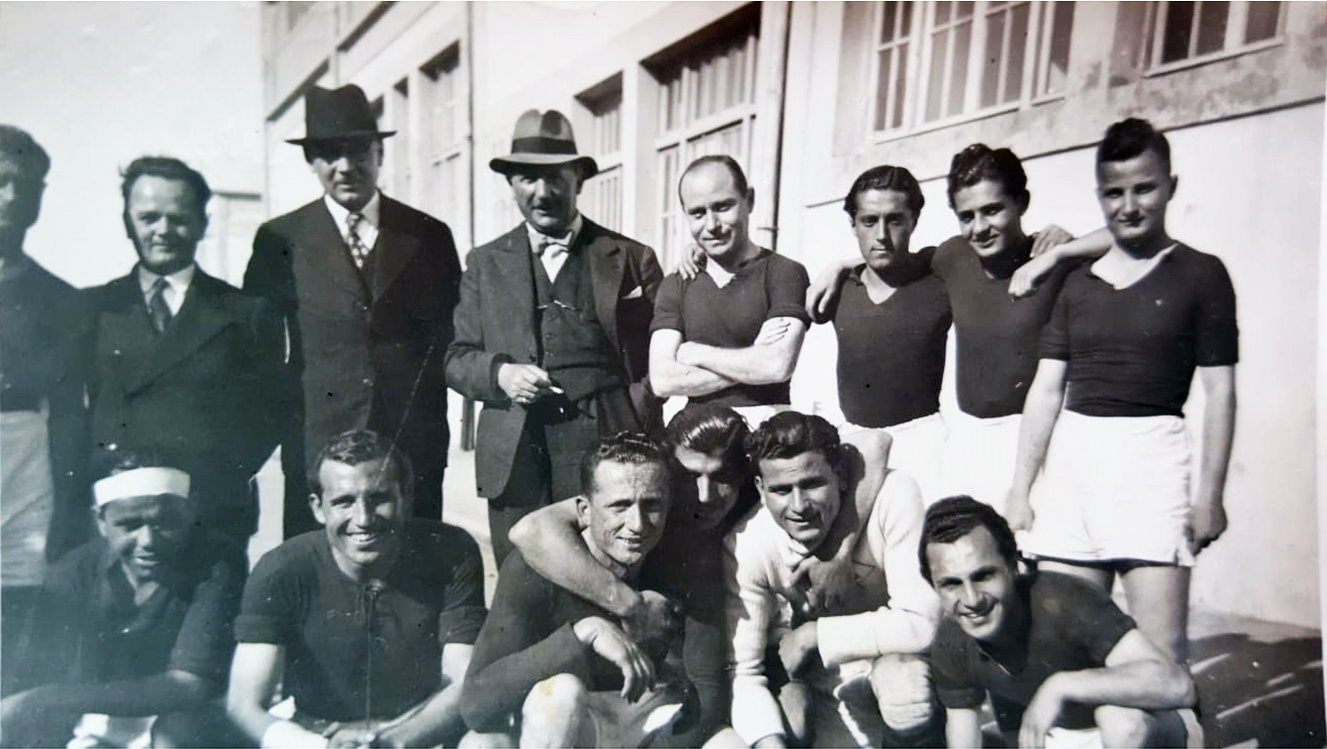
قرداحي (بالصف العلوي، الثالث من اليمين) مع نادي السكة الحديد والمرفأ عام 1939.

شارك كميل قرداحي مع نادي السكة عام 1935 في مباراة ملعب بيروت البلدي الإفتتاحية. إنتقل إلى الراسينغ، ثم الحكمة في 1943.

## مسيرته الدولية

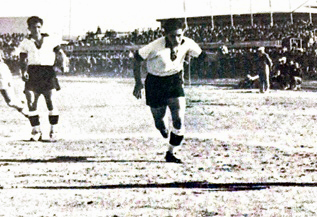
المهاجم اللبناني كميل قرداحي يلعب ضد فلسطين الانتدابية

في 1940، أقيمت مباراة وديّة بين لبنان وفلسطين الانتدابية، وكانت المباراة الدولية الأولى للمنتخب اللبناني. شارك قرداحي فيها، وسجل الهدف الوحيد بعد تمريرة حاسمة من محي الدين الجارودي، ليصبح قرداحي أول من سجل هدف دولي للبنان. انتهت المباراة بنتيجة 5-1 لصالح فلسطين الانتدابية.

## مسيرته الإدارية
في 18 كانون الثاني 1971، أنتخب كميل قرداحي مديرًا رياضيًا لنادي الراسينغ.

## الإنجازات

### النادي
السكة
- الدوري اللبناني الممتاز: 1935–36, 1938–39, 1940–41